# Danuta Dąbrowska (filolog)

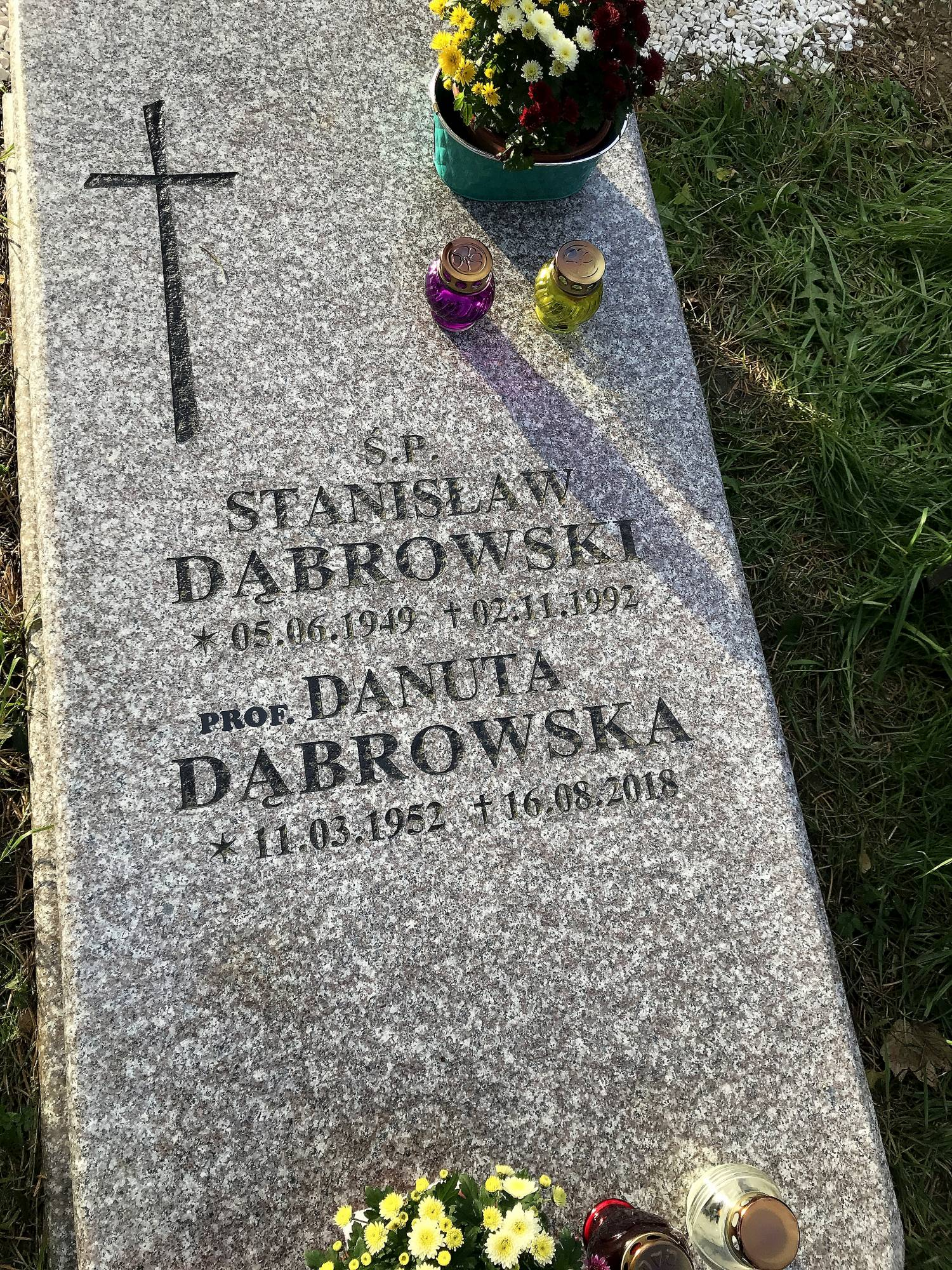
Grób filolog prof. Danuty Dąbrowskiej (1952–2018) na cmentarzu Centralnym w Szczecinie

Danuta Halina Dąbrowska z domu Szkop (ur. 11 marca 1952 w Gdańsku, zm. 16 sierpnia 2018 w Międzywodziu) – polska literaturoznawczyni i krytyczka literacka, działaczka opozycji demokratycznej w czasach PRL, więzień polityczny, profesor dr hab. nauk humanistycznych.

## Życiorys
Córka Henryka i Hanny. W 1976 ukończyła studia polonistyczne na Uniwersytecie Gdańskim, pracę magisterską napisała pod kierunkiem prof. Marii Janion. Od drugiej połowy lat 70. XX wieku zaangażowała się w działalność opozycyjną wobec władz Polskiej Rzeczypospolitej Ludowej. Uczestniczyła w gdańskich protestach Grudnia 70. W latach 1977–1981 kolportowała niezależne książki i pisma, m.in. Biuletyn Informacyjny KSS KOR, 1978–1981 współpracowniczka KSS KOR, brała czynny udział w wykładach Uniwersytetu Latającego i Towarzystwa Kursów Naukowych.
W listopadzie 1980 została członkiem Solidarności. Uczestniczyła w marcowym strajku pracowników WSP w Szczecinie w 1981. W tym samym roku brała również udział w jesiennym strajku solidarnościowym ze studentami radomskiej WSI w Radomiu.
W czasie stanu wojennego współpracowała z podziemnym ruchem wydawniczym; autorka, redaktorka, przepisywaczka i kolporterka podziemnych pism KOS, Obecność, BIS, Wolność i Pokój, znaczków poczt podziemnych, kartek świątecznych i kaset audio. W 1983 roku napisała pracę doktorską pod kierunkiem prof. Stefana Treugutta, lecz szansę na jej obronienie dostała dopiero trzy lata później, ponieważ za swoją działalność w podziemiu 16 marca 1983 została aresztowana. Przetrzymywano ją w Komendzie Wojewódzkiej MO w Szczecinie, następnie w Areszcie Śledczym w Szczecinie i Areszcie Śledczym w Warszawie-Mokotowie, w którym uczestniczyła w 9-dniowej głodówce. 25 lipca 1983 zwolniona na mocy amnestii. Po wyjściu z aresztu ponownie zaangażowana w podziemną działalność wydawniczą i kolportaż, w tajne nauczanie studentów oraz w akcje pomocy rodzinom aresztowanych.
Po utworzeniu w 1985 roku Uniwersytetu Szczecińskiego zaangażowała się w rozwój uczelni. Po upadku komunizmu w Polsce zaczęła piastować różne funkcje w ramach uniwersytetu. Za kadencji pierwszego demokratycznie wybranego rektora prof. Tadeusza Wierzbickiego była rzeczniczką prasową US. W latach 1989–1992 była przewodniczącą komisji uczelnianej NSZZ Solidarność. Od 1993 do 1996 była wicedyrektorem Instytutu Filologii Polskiej US, twórczyni i wieloletnia kierownik Zakładu Literatury i Kultury Polskiej XIX wieku IPKiD US. Autorka kilku monografii, poruszających temat obecności romantyzmu w literaturze współczesnej oraz wielu publikacji w czasopismach naukowych. Promotorka ponad dwustu prac magisterskich i trzech rozpraw doktorskich.
Zmarła 16 sierpnia 2018 po długiej chorobie. Została pochowana na cmentarzu Centralnym w Szczecinie.

## Odznaczenia
W 1998 roku przyznano jej odznakę „Zasłużony Działacz Kultury”. Została odznaczona Srebrnym Krzyżem Zasługi (2001), Krzyżem Kawalerskim Orderu Odrodzenia Polski (2012), Krzyżem Wolności i Solidarności (2016)